# Sânmărtin (Chinteni), Cluj

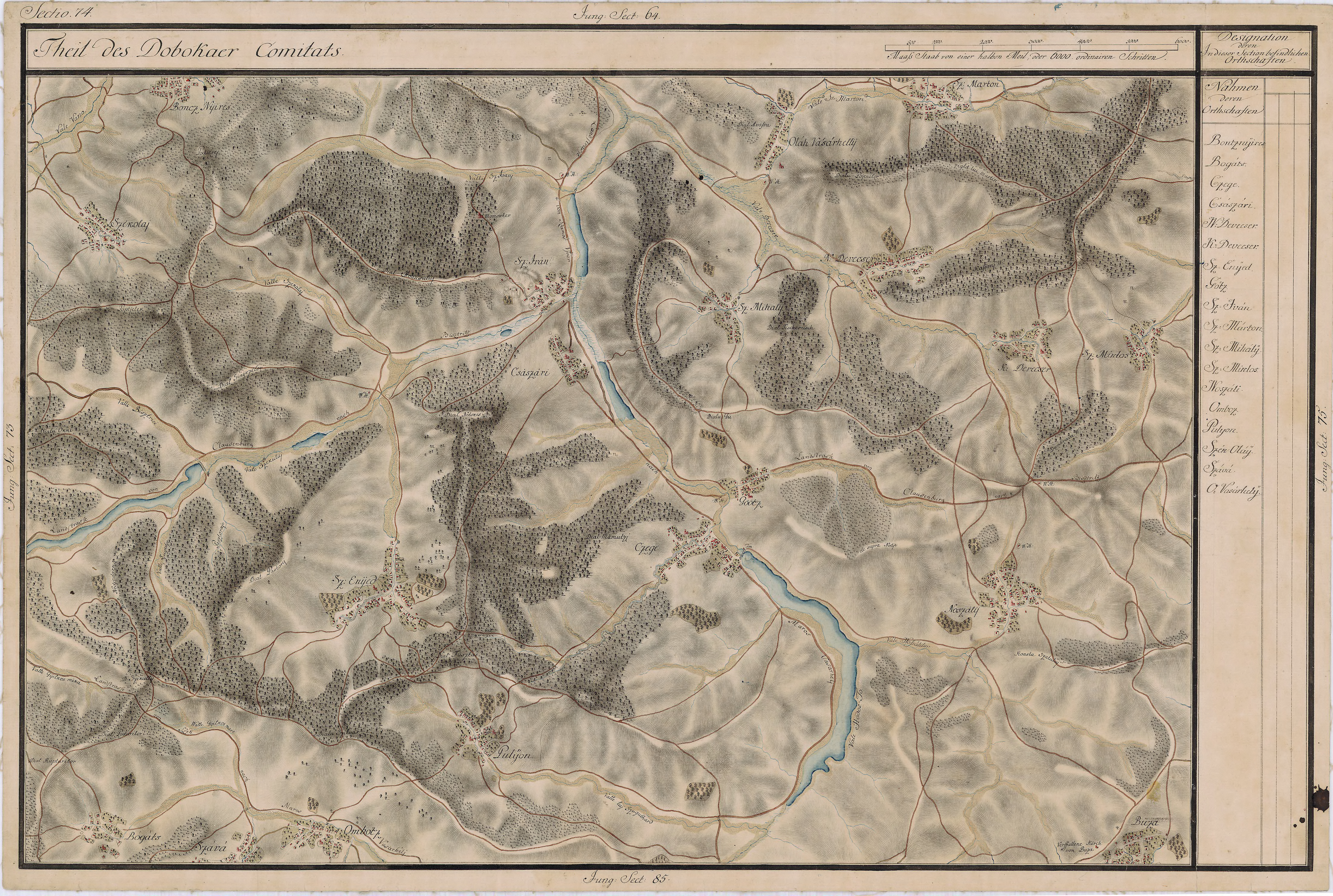
Sânmărtin pe Harta Iosefină a Transilvaniei, 1769-1773

Sânmărtin, colocvial Sânmărtinu Măcicașului (în maghiară Macskásszentmárton), este un sat în comuna Chinteni din județul Cluj, Transilvania, România.

## Galerie de imagini

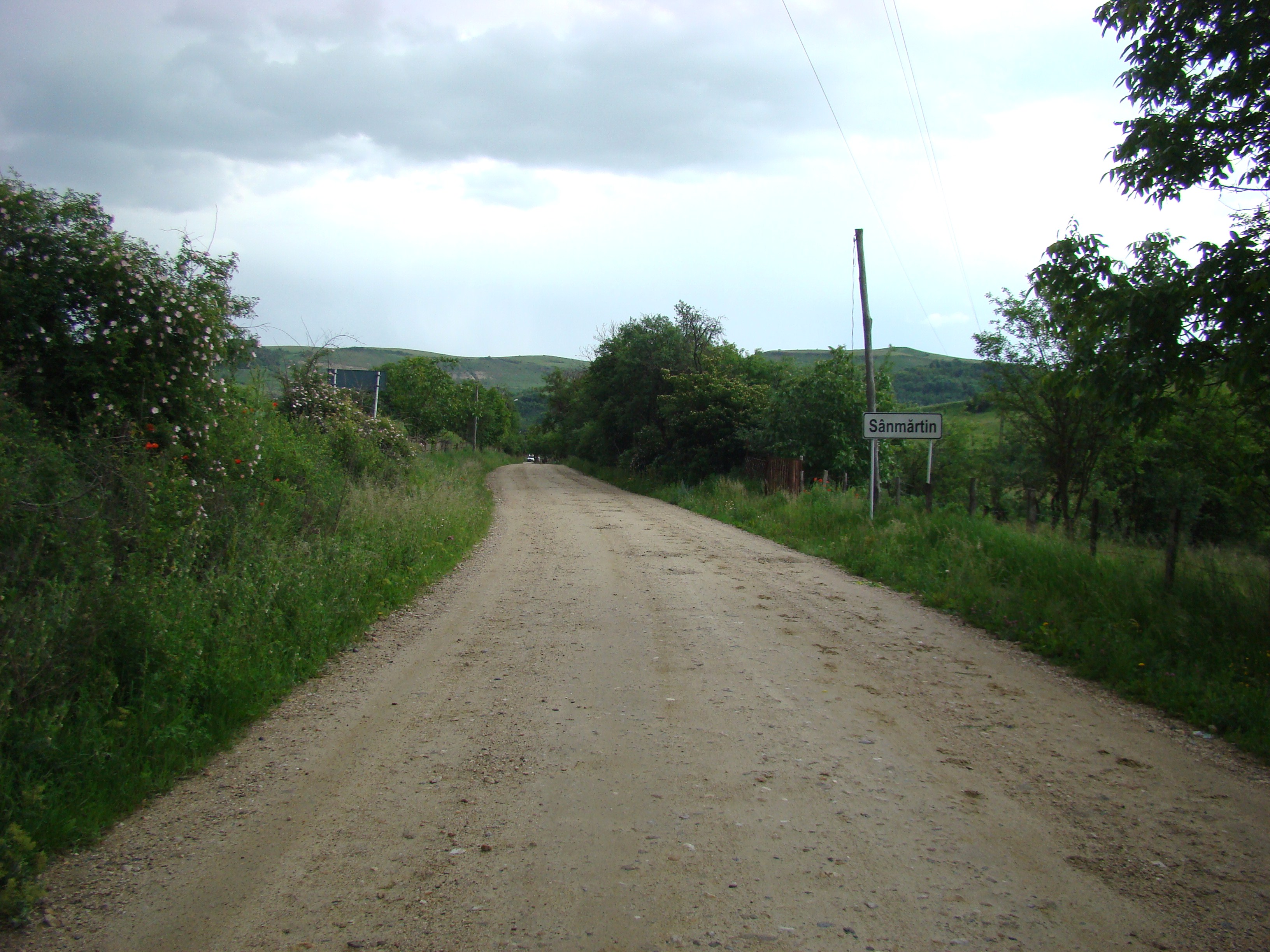
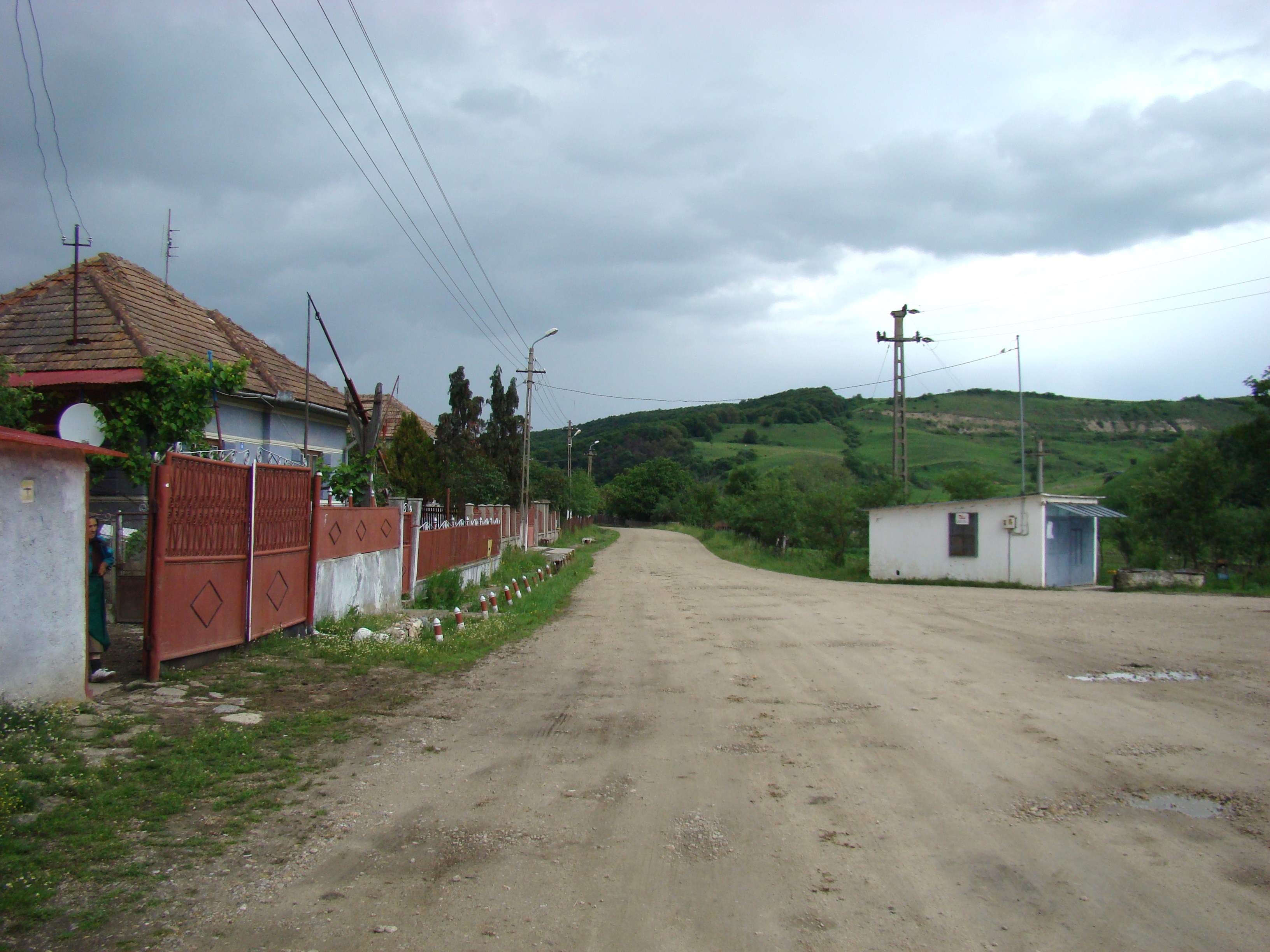
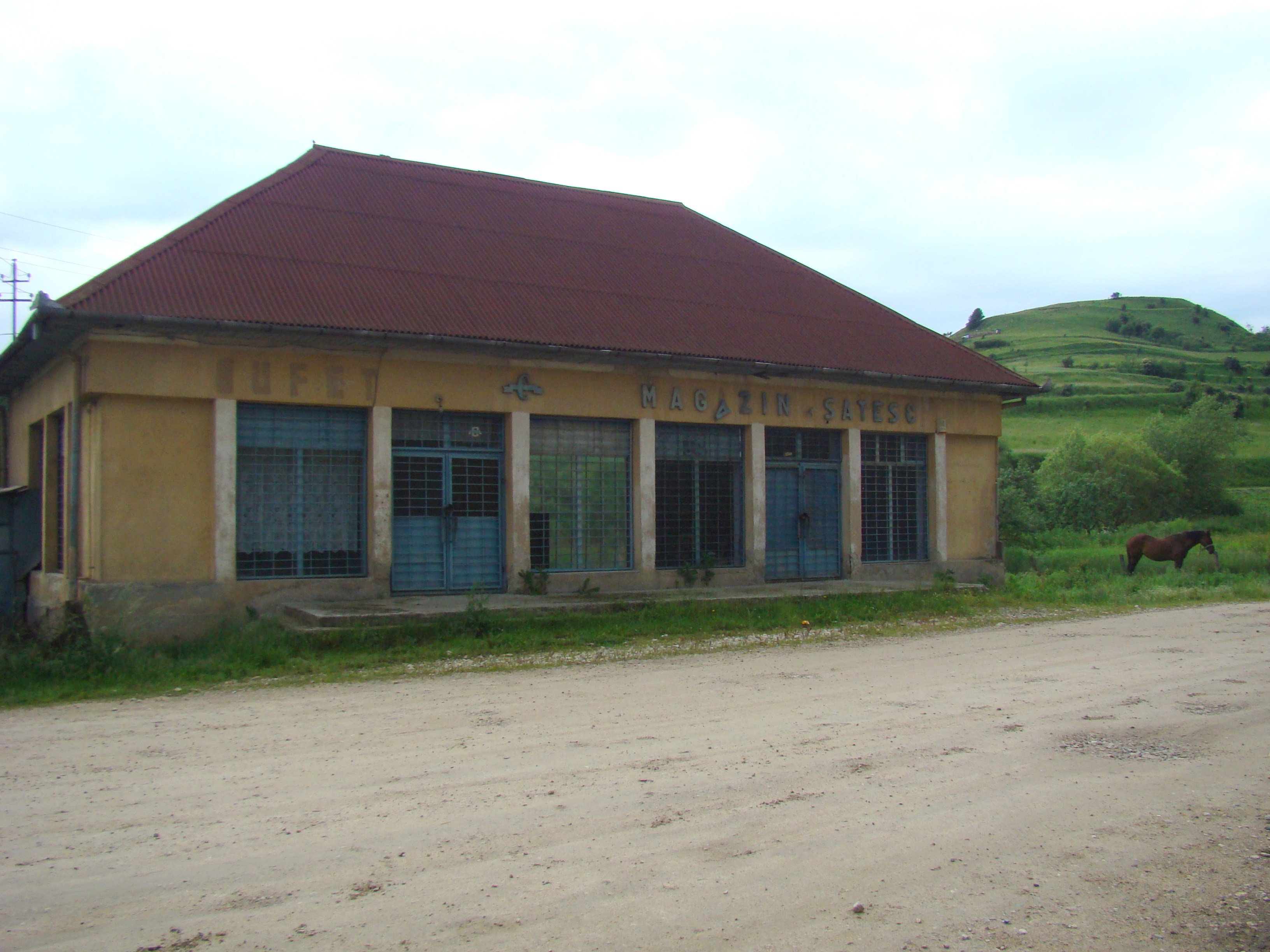
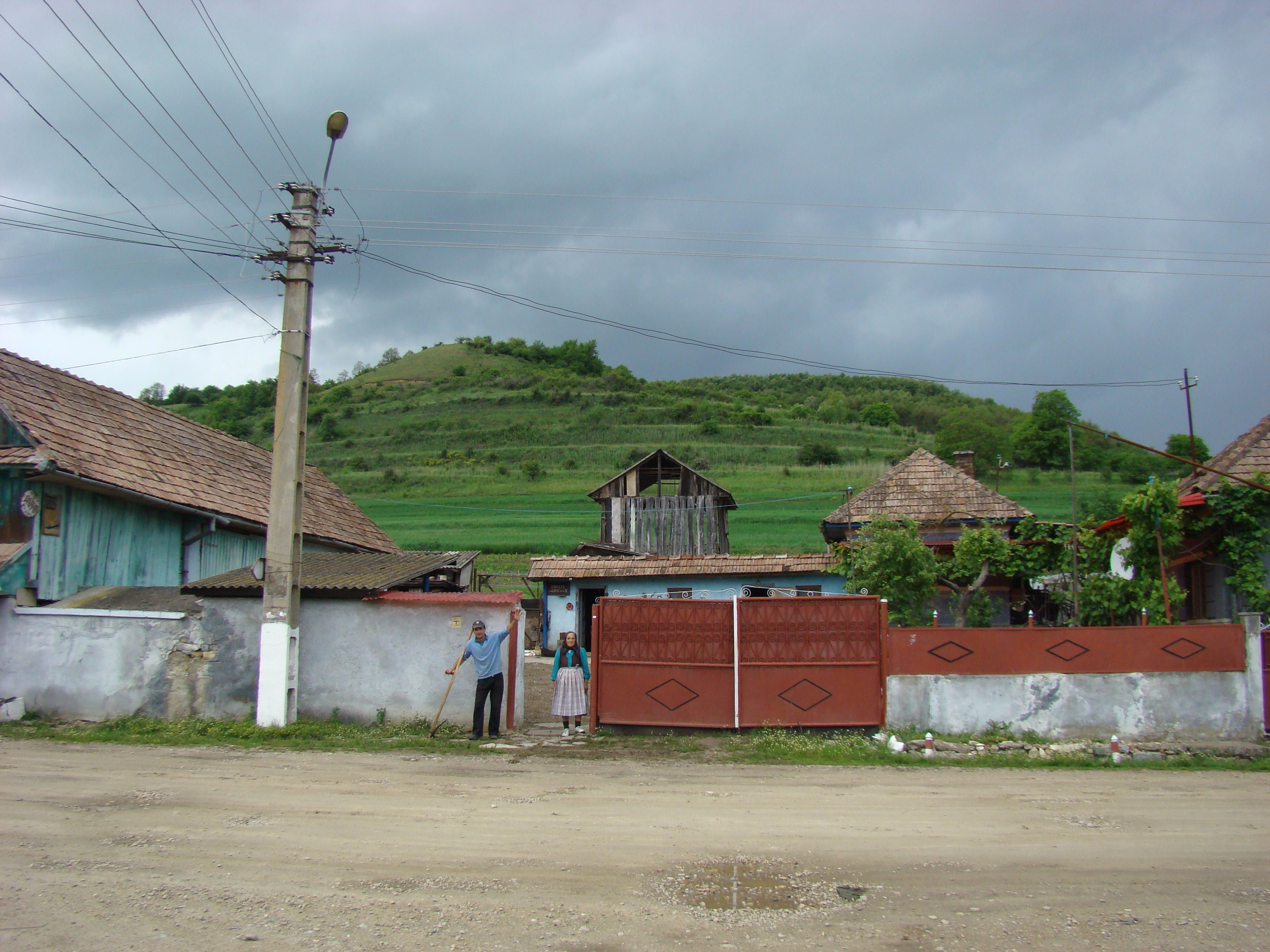
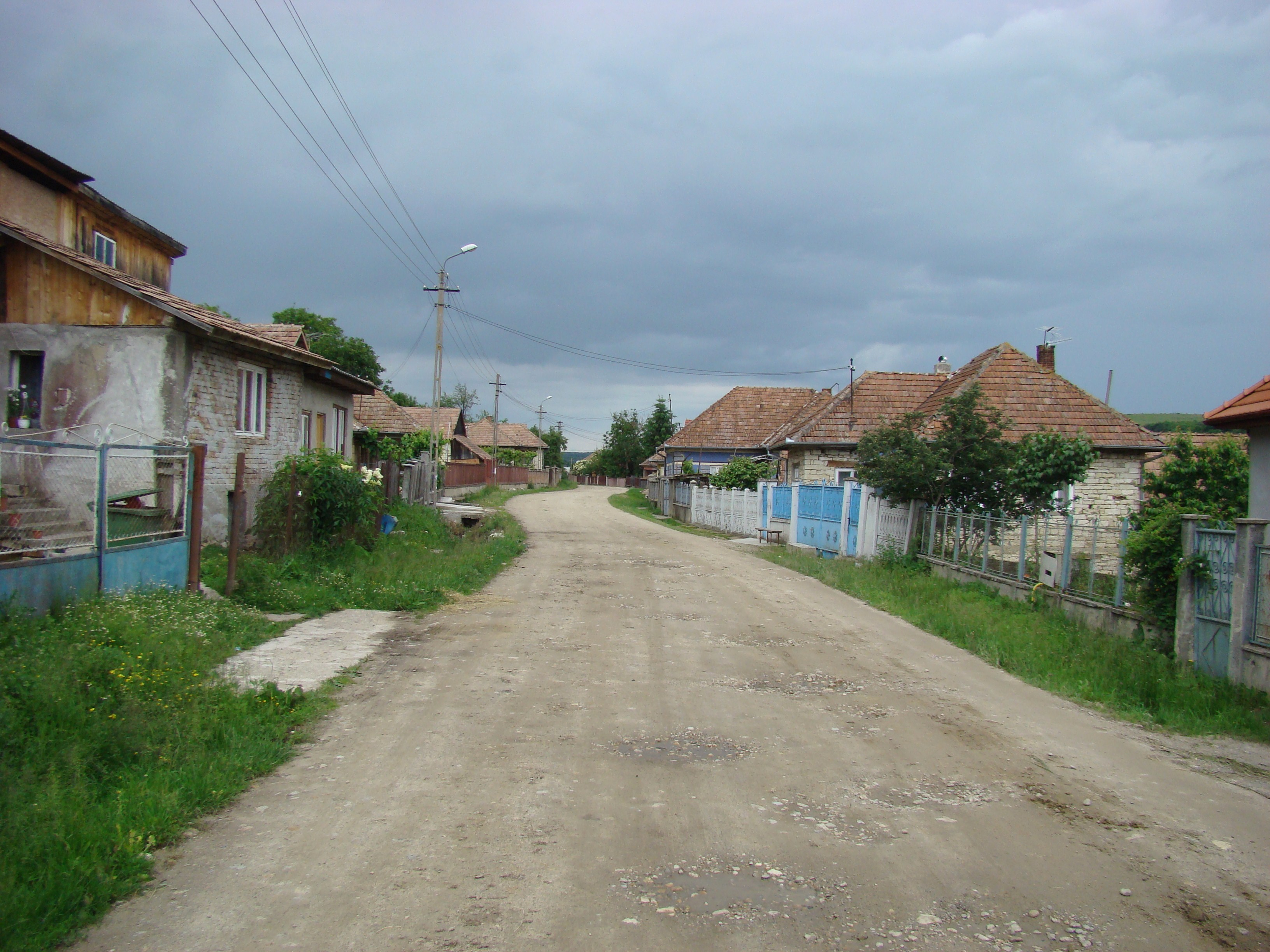
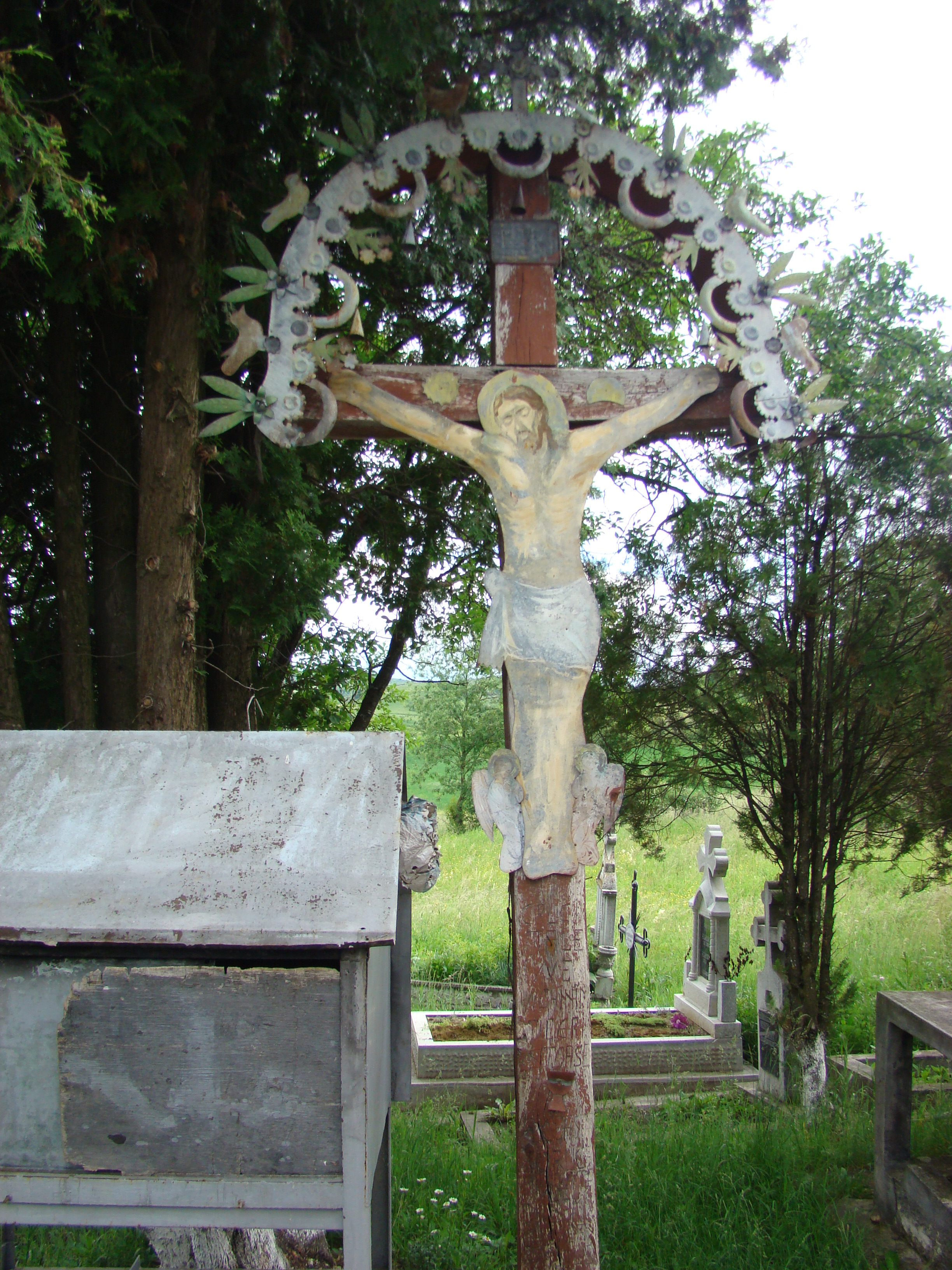
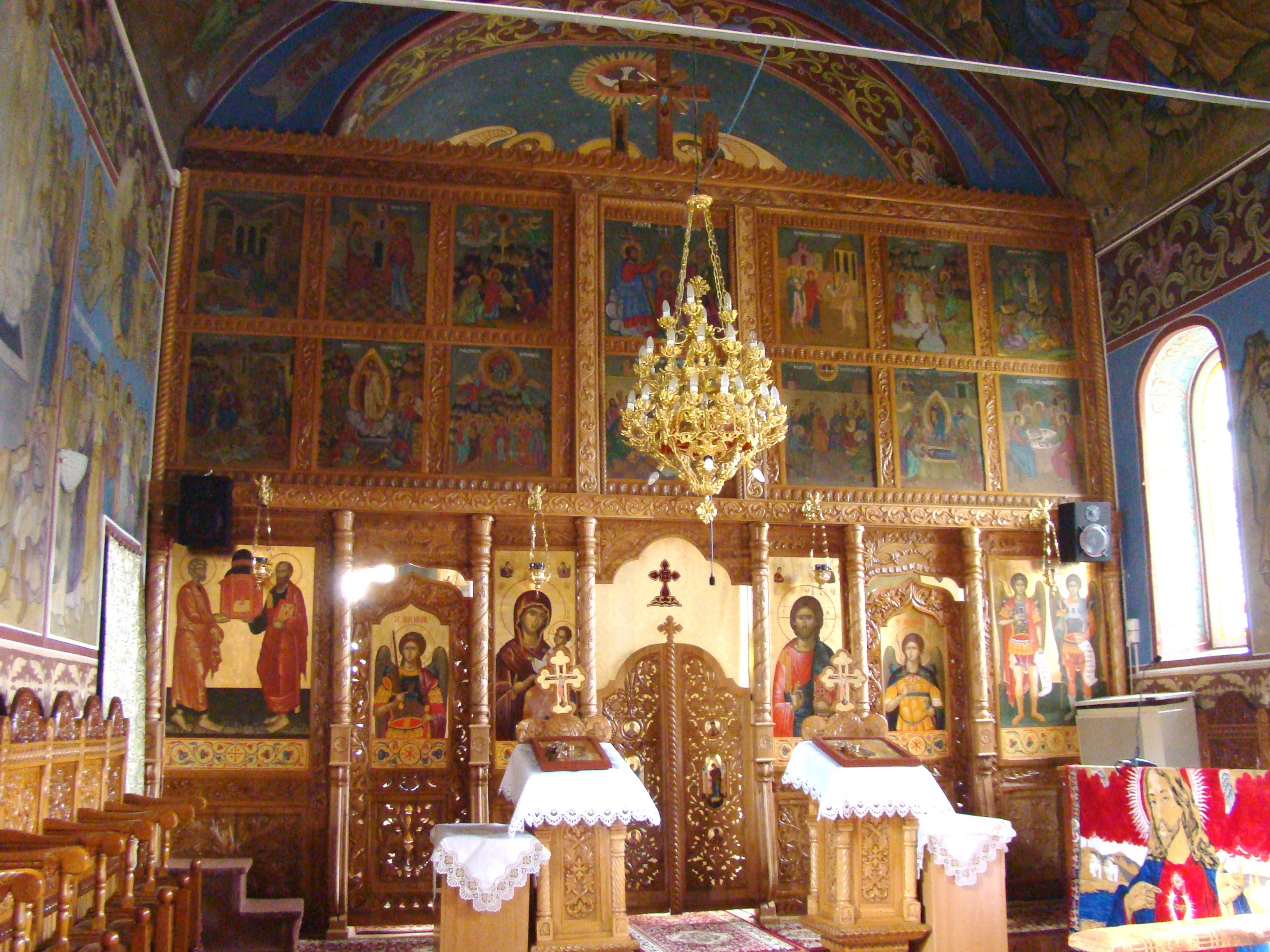
Biserica „Sfinții Arhangheli Mihail și Gavriil” (interior)
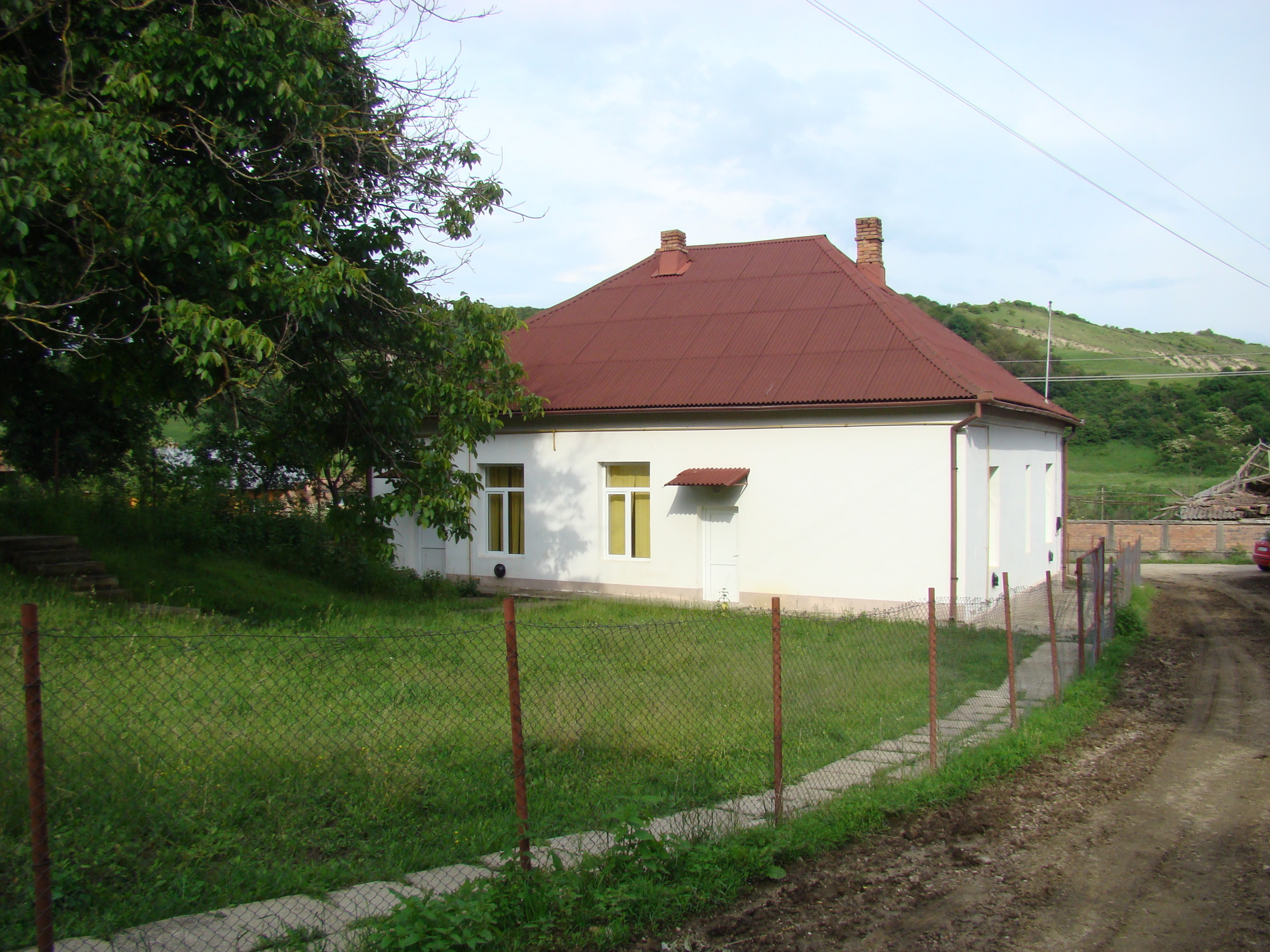
Școala cu clasele I-IV